# 太平洋の地獄
『太平洋の地獄』（たいへいようのじごく、原題: Hell in the Pacific）は、1968年制作のアメリカ映画。

## 概要
太平洋戦争末期、南太平洋のとある孤島に漂着した日米両軍の軍人が、最初は敵同士という事で対立するが、やがて生き延びるために力を合わせていく。
登場人物は三船敏郎扮する日本軍の軍人と、リー・マーヴィン扮するアメリカ軍の軍人の2人だけで、ほかはエキストラの1人も登場しないという異色作である。元々は、1965年に東宝とベネディクト・プロによる日米合作映画『恐怖の島』として企画されていたものだが、三船が出演の条件として三船プロダクションとの三社合作にすることと、マーヴィンと対等の待遇を要求したなどことから、企画は立ち消えとなり、東宝から企画を買い取ったベネディクト・プロがABC傘下のセルマー・プロとの共同で再度企画を始動し、アメリカ映画として完成するに至った。ABCグループ企業のシネラマ・コーポレーションが松竹と提携を結んだことから日本国内の配給は松竹となった。
監督はジョン・ブアマン。撮影はパラオで4ヶ月間行われた。

## キャスト
- 日本軍軍人・黒田鶴彦大尉：三船敏郎
- アメリカ軍軍人：リー・マーヴィン

## 備考
- 太平洋戦争中、三船は海軍でこそないが陸軍上等兵であり、マーヴィンは海兵隊に実際に所属していた。
- この映画のエンディングは2つのバージョンがある。劇場公開版では、2人が口論しているところに突然爆発が起きて唐突に終わってしまうが、DVDに特典として収録されたもうひとつのエンディングは、口論の後、翌朝、2人が身なりを整えた後、お互いに敬礼し合って別れていくという展開になっている。
- 2人がたどり着いた無人島は日本海軍の通信基地の廃墟であり、その後はアメリカ海軍の艦砲射撃訓練の標的に設定されていた。2人の口論中にそれが始まり、少しずつ弾着補正が迫り、最後に2人を直撃して終わる。
- 三船は監督から『ライフ』に掲載された戦死した日本兵の死体の写真を見て泣いてほしいという指示を受けたが、それに対して「バカを言うな!日本の軍人は泣かんのだ!人前では涙を見せんのだ!」と猛反発した（『知ってるつもり?!』にて）。